# Bellator farrago
Bellator farrago е вид лъчеперка от семейство Triglidae. Видът не е застрашен от изчезване.

## Разпространение
Разпространен е в Еквадор.

## Описание
На дължина достигат до 11,2 cm.